# سیارک ۲۶۱۵۱
سیارک ۲۶۱۵۱ (به انگلیسی: 26151 Irinokaigan، نامگذاری:1994TT3) بیست و شش هزار و صد و پنجاه و یکمین سیارک کشف شده‌است که در ۲ اکتبر ۱۹۹۴ کشف شد.
قدر مطلق سیارک برابر ۲۲.۴ است.